# Jan Morávek (spisovatel)
Jan Morávek, (1. května 1888, Kamenný Přívoz – 4. dubna 1958, Praha) byl český spisovatel. Do literatury vnesl téma Posázaví.

## Život
Jan Morávek se narodil v Kamenném Přívoze u Jílového. Otec byl místní hostinský a řezník Karel Morávek, matka Kateřina, rozená Babánková. Jan Morávek byl jejich nejmladší dítě.
Během vojenské služby se Jan Morávek v rakouském Mostu nad Litavou (Bruck an der Leitha) seznámil se svojí budoucí ženou, Annou Pšádovou (1894-1936 ) z Měšic u Prahy. Po válce se s Annou oženil a v roce 1922 se jim narodila dcera Pavla (provdaná Pilzová).
Rodiště Jana Morávka, Kamenný Přívoz, leží při řece Sázavě, která ovlivnila zásadně jeho tvorbu. Poblíž řeky žil i v Praze – Kobylisích. 
Zemřel roku 1958 v Praze. Byl pohřben na Vinohradském hřbitově.

### Důležité etapy v životě Jana Morávka
- 1888 Jan Morávek se narodil v Kamenném Přívoze
- před 1904 – studoval chemické oddělení Vyšší průmyslové školy v Praze, kvůli plicní chorobě nedokončil, vrátil se domů
- 1904 – zemřel otec Karel Morávek; Jan Morávek odešel z domova a stal se hercem kočovných společností
- 1910-1912 – tříletá vojenská služba
- 1912-1914 – herec
- 1914 – účastnil se I. světové války, brzy byl raněn [6] a následně propuštěn z vojenské služby
- 1915 – první vydaná kniha (Hrdninný Kočiáš, historie mladého vozataje z války Rakousko-srbské, vydal J. Svátek, Č. Budějovice) [7]
- 1916-1918 – další dvě knihy
- 1919 – herec (Divadlo Na Vinohradech, pak scéna Karla Hašlera v Lucerně)
- 1920 – redaktor časopisů
- 1922 – narození dcery Pavlíny
- 1924-1940 – šéfredaktor Pražského ilustrovaného zpravodaje (nakladatelství Melantrich)
- 1925-1932 – šéfredaktor časopisu Hvězda československých paní a dívek
- 1936 – zemřela manželka Anna
- 1941 – odešel do výslužby, věnoval se psaní literatury
- 1947 – vyšla Zpáteční voda, první díl volné trilogie o autorových předcích (další díly Veselá ves a Kuropění)
- 1952 – natočen nejznámější film na námět Jana Morávka, Plavecký mariáš
- 1958 – Jan Morávek zemřel

## Dílo

### Literární dílo
Národní knihovna ČR eviduje téměř 40 různých knih (mnohé ve více vydáních), čtyři divadelní hry, písně a filmové náměty (viz Filmografie), jejichž autorem je Jan Morávek. Z knih jsou nejdůležitější nebo nejznámější:
- Hrdinný Kočiáš (historie mladého vozataje z války rakousko-srbské) – první knižně vydané dílo Jana Morávka (il. J. R. Schuster, vydal J. Svátek, České Budějovice, 1915)
- Šprýmovné kousky Frantíka Vovíska a kozla Bobeše (verše Jana Morávka ke komiksovým obrázkům Josefa Lady (vydal Melantrich 1923 a 1932) [p. 2]
- Zlato: Horymír - Luba – dvě romantické historické povídky vztahující se k rodnému kraji, bez reálného historického základu (vydal Jan Svátek, Praha, 1923)
- Špatný voják – autobiografický román; v tomto a následujícím románu zpracovává Jan Morávek své zážitky z první světové války (vydal B. Janda, Sfinx, 1930)
- Ohnivá lázeň (Melantrich, 1931)
- Plavci na Sázavě – první díl první románové kroniky z rodného Posázaví; příběh vorařské osady z konce 19. a začátku 20. století (Melantrich, 1931)
- Opuštěná řeka – druhý díl, volně navazující na Plavce na Sázavě; úpadek sázavského vorařství v době mezi světovými válkami (vydal Melantrich 1941)
- Zpáteční voda, Veselá ves – první dva díly románové trilogie o rodu mlynářů Benediktů – předků Jana Morávka a jejich potomků(vydal Melantrich 1947 a 1948)
- Plavecký mariáš – literární zpracování filmového příběhu (vydalo Rudé právo, 1951)
- Lidé od vody – povídky od Vltavy v pražské Libni (il. Václav Pátek, Čs. spisovatel, Praha, 1955)
- Kuropění – třetí díl trilogie (posmrtně vydal Melantrich 1985)

Pseudonym Fran Morávek byl použit pouze u prvotiny Hrdinný Kočiáš. Ostatní díla publikoval Jan Morávek pod vlastním jménem.

### Novinářská práce
V roce 1920 redigoval časopis Obrana venkova  a byl též redaktorem publikace Kalendář republiky. 
Od roku 1924 byl zaměstnán v nakladatelství Melantrich, kde se stal dlouholetým šéfredaktorem Pražského ilustrovaného zpravodaje. Pod jeho vedením dosáhl tento časopis nákladu okolo 140 000 ks týdně , podle jiných zdrojů dokonce 250 000-300 000 ks týdně (viz Pražský ilustrovaný zpravodaj). Melantrichu zůstal Jan Morávek věrný do té doby, než se jako spisovatel osamostatnil (do roku 1940).
I po roce 1940 spolupracoval s různými časopisy, ve kterých zveřejňoval příspěvky a romány na pokračování. Užíval šifry -or a -or-.

### Divadelní hry
Jan Morávek byl autorem několika divadelních her se zpěvy; dnes jsou zapomenuty, ve své době však byly hrány. V roce 1918 byla provozována jeho Růženka z kantiny  V roce 1922 hrálo hru Sražený orel Tylovo divadlo v Nuslích. Nejúspěšnější hra Jana Morávka byla Fanynka z údolí, která byla (též v Tylově divadle v Nuslích) uváděna od roku 1923  až do roku 1939. Její inscenace se přitom objevila už v roce 1919 (Pištěkovo divadlo na Král. Vinohradech) a ještě v roce 1941 (divadlo Na Slupi).

### Filmografie
- Píseň života (1924, autor námětu)
- Skalní plemeno (1944, natočeno podle knihy Jana Morávka)
- Průlom (1946, podle knihy Jana Morávka Blázen z Lorety, který byl též autor námětu a spoluautor scénáře) [12]
- Kariéra (1948, autor námětu)
- Plavecký mariáš (1952, podle knihy Jana Morávka, který byl současně spoluautorem scénáře)

## Posmrtná ocenění
- Město Jílové u Prahy pojmenovalo po spisovateli ulici Jana Morávka.
- V roce 1972 byl v obci Kamenný Přívoz slavnostně otevřen Sad Jana Morávka - spisovatele Posázaví. Každému nově narozenému občánkovi Kamenného Přívozu, Kamenného Újezdce a Hostěradic zde byl zasazen ovocný strom. Od 90. let se v této tradici nepokračuje.[13]
- Na počest Jana Morávka se koná festival Mezi řekami [14]

## Zajímavost
Překvapivě přesné detailní autobiografické prvky vykazuje méně známý román Jana Morávka Špatný voják. Autor například v přesné shodě s životopisci uvádí "...odvezl mě otec do Prahy. Měl jsem se dostat za pomoci otcova přítele na učitelský ústav. Ale tam bylo už obsazeno a tak, abych nemusel domů, byl jsem po jistých obtížích přijat na vyšší státní průmyslovou školu, na chemické oddělení...." O několik stran dále popisuje, jak po smrti otce odešel do Prahy "...v květnu jsem zkoušel v novém městském vinohradském a vyhrál jsem to. V červnu šel jsem k odvodu a prohrál jsem to, byl jsem odveden."
Přesto je jasné, že se nejedná o životopis, ale o umělecké dílo, které se skutečností pouze inspiruje.